# Rêves d'androïde
Pour plus de détails, voir Fiche technique et Distribution.
Rêves d'androïde (パルムの樹, Parumu no Ki) est un film d'animation japonais réalisé par Takashi Nakamura sorti en France lors du festival du film asiatique de Strasbourg.

## Synopsis
Rêves d'androïde est une réinterprétation du conte de Pinocchio. Le film raconte l'histoire d'une petite marionnette, Palme, que son créateur a chargé de prendre soin de son épouse souffrante, Xian. Après la mort de celle-ci, Palme reçoit la visite d'une femme mystérieuse qu'il confond avec Xian. En proie à la tristesse, Palme accepte à sa demande de livrer quelque chose de spécial en un lieu lointain dénommé Tama. Palme se trouve ainsi embarqué dans un voyage à la découverte de ses propres émotions, et de ce que recèle la nature humaine.

## Fiche technique
- Réalisation : Takashi Nakamura
- Scénario : Takashi Nakamura
- Musique : Harada Takashi
- Directeur artistique : Takashi Nakamura
- Animateur : Inoue Toshiyuki
- Producteur : Taro Maki
- Distribution : Tōhō
TF1 Vidéo
- Format : Couleurs - 1,85:1
- Langue : japonais
- Dates de sortie :
  - Japon : 16 mars 2002[2]
  - France : 10 octobre 2002[1]

## Distribution

### Voix originales japonaises
- Akiko Hiramatsu (Palme)
- Megumi Toyoguchi (Popo)
- Daisuke Sakaguchi (Shata)
- Yurika Hino (Koram)
- Kappei Yamaguchi (Roualt)
- Motomu Kiyokawa (Fou)
- Mika Kanai
- Etsuko Kozakura
- Rikako Aikawa

### Voix françaises
- Isabelle Volpé : Mina, Pu[3]
- Jacques Albaret : le créateur de Palme, soldat[3]
- Cathy Cerda : Daruyama[3]
- Patrick Pellegrin : Gyariko, Sawadust, soldat[3]
- Frédéric Souterelle : Gandel[3]
- Yann Pichon : voix additionnelles[3]

## DVD
- France :

Le film est sorti sur le support DVD chez TF1 Vidéo :
- A Tree of Palme (DVD-9 Digipack ouvert) sorti le 5 janvier 2006, édité par TF1 Vidéo et distribué par TF1 Vidéo Distribution. Le ratio écran est en 1.85:1 panoramique 16:9. L'audio est en Français 5.1 DTS, 5.1 et 2.0 Dolby Digital et en Japonais 5.1 et 2.0 Dolby Digital. Les sous-titres français sont disponibles. La durée du film est de 135 minutes. En suppléments : Making of du film (19'), bande annonce originale du film, croquis de production et storyboards. Il s'agit d'une édition Zone 2 Pal.